# Podwójna cisza
Podwójna cisza (szw. Den dubbla tystnaden) – powieść kryminalna szwedzkiej pisarki Mari Jungstedt, opublikowana w 2009, a w Polsce w 2011 w tłumaczeniu Teresy Jaśkowskiej-Drees.

## Treść

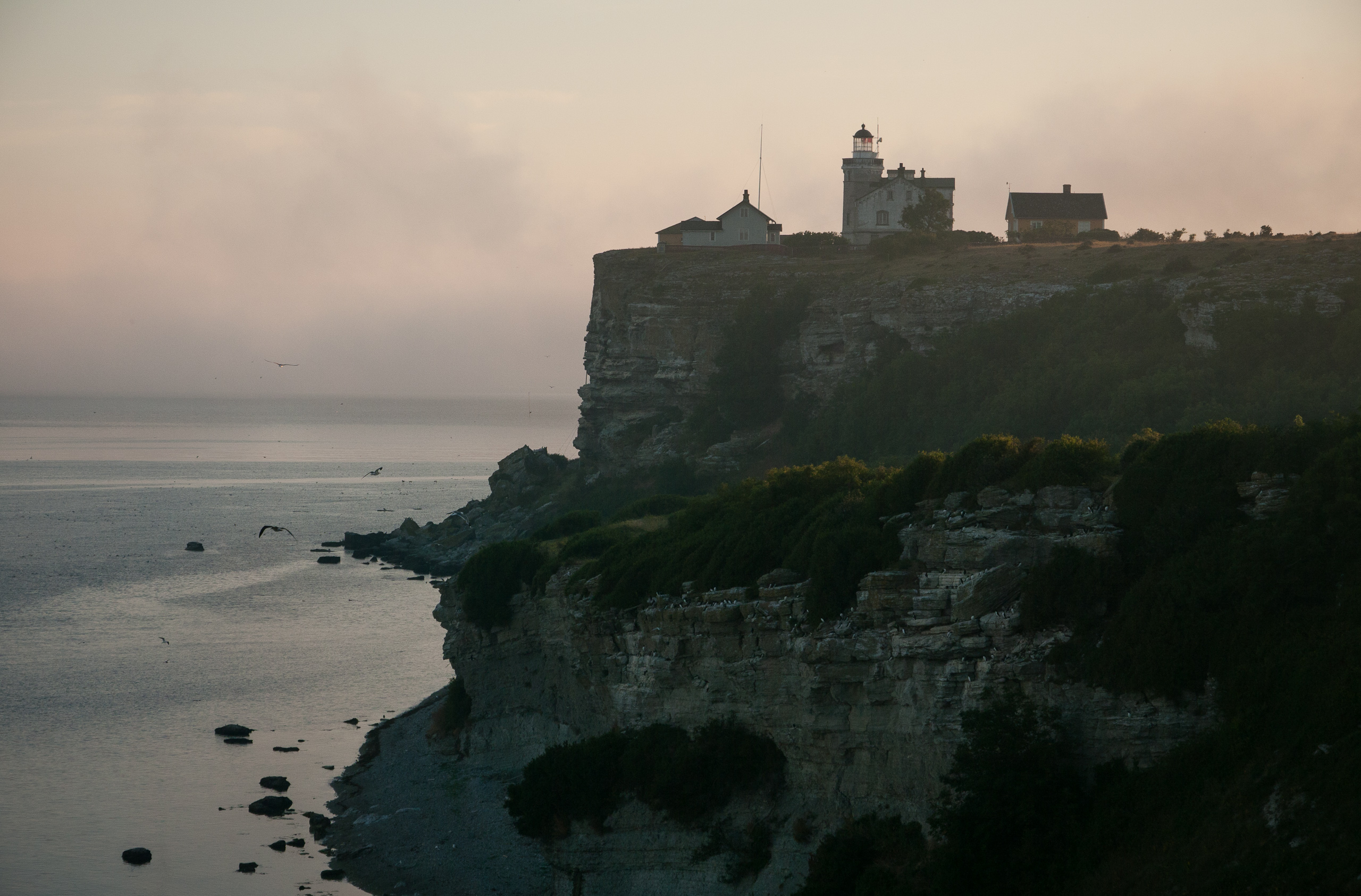
Skały na Stora Karlsö – tutaj mógł zginąć Sam Dahlberg

Jest siódmą powieścią cyklu, w którym występuje detektyw Anders Knutas, komisarz policji z Visby na szwedzkiej wyspie – Gotlandii. Pomaga mu energiczna Karin Jacobsson. W tej części akcja zawiązana jest wokół grupy przyjaciół zamieszkujących willowe osiedle Terra Nova pod Visby: Sama i Andrei Dahlberg, Johna i Beaty Dunmar oraz Håkana i Stiny Ek. Grupa ta jest ze sobą bardzo zżyta, a jednym z przejawów ich komitywy są corocznie urządzane wspólne wycieczki. Tym razem wybierają się na wyspę Fårö, gdzie odbywa się festiwal poświęcony twórczości zamieszkującego tu dawniej Ingmara Bergmana. Pewnego dnia reżyser Sam Dahlberg zostaje znaleziony martwy pod nadbrzeżną skałą podczas pobytu na innej wyspie - Stora Karlsö. Zaginięciu ulega też Stina Ek. Jednocześnie do łotewskiego portu w Ventspils przydryfowała łódź rybacka z niezidentyfikowanym ciałem mężczyzny.
Równolegle kontynuowany jest wątek miłosny (zapoczątkowany w pierwszej części – Niewidzialny) pomiędzy Johanem Bergiem (reporterem szwedzkiej telewizji) a Emmą Winarve (nauczycielką z Romy) – wychowują oni 7-miesięcznego Antona. Karin Jacobsson poświęca coraz więcej czasu poszukiwaniom swojej porzuconej po narodzeniu córki. W Dominikanie widziano natomiast wypuszczoną przez nią kiedyś morderczynię, ściganą przez Knutasa – Verę Petrov.